# Green Bay Packers 1976
La stagione 1976 dei Green Bay Packers è stata la 56ª della franchigia nella National Football League. Sotto la direzione del capo-allenatore al secondo anno Bart Starr, la squadra terminò con un record di 5-9, chiudendo quarta nella Central Division. La squadra continuò a faticare nella ricerca di un quarterback affidabile, con Linn Dickey che fu l’ultimo di una lunga serie a subire diversi intercetti.

## Roster
| Roster dei Green Bay Packers nel 1976 |
| --- |
| Quarterback - Alan Autry - Lynn Dickey - Randy Johnson Running Back - John Brockington - Willard Harrell - Dave Osborn - Barty Smith - Ken Starch - Cliff Taylor - Eric Torkelson Wide Receiver - Steve Odom - Ken Payne - Ollie Smith - Don Zimmerman Tight End - Rich McGeorge Offensive Linemen - Dick Enderle - Gale Gillingham - Dick Himes - Bob Hyland - Melvin Jackson - Steve Knutson - Mark Koncar - Larry McCarren - Bruce Van Dyke Defensive Linemen - Bert Askson - Bob Barber - Mike McCoy - Dave Pureifory - Alden Roche - Dave Roller - Clarence Williams Linebacker - Ron Acks - Fred Carr - Jim Gueno - Don Hansen - Bob Lally - Tom Perko - Tom Toner - Gary Weaver Defensive Back - Willie Buchanon - Jim Burrow - Johnnie Gray - Charlie Hall - Steve Luke - Mike McCoy - Perry Smith - Steve Wagner Special Team - David Beverly - Chester Marcol Lista delle riserve - Jim Carter LB (IR) - Jessie Green WR (IR) - Don Milan QB (IR) - Aundra Thompson WR (IR) - Keith Wortman T (IR) |
| Legenda - I rookie sono in corsivo. - Il primo ruolo è il principale mentre gli eventuali successivi indicano i ruoli secondari. - (IR) sta per Injured Reserve ed indica la lista ristretta per un solo giocatore infortunato che può tornare ad allenarsi dopo la settimana 6 e a rientrare in prima squadra dopo che questa ha giocato 8 partite. - (NF-Inj.) / (NF-Ill.) stanno rispettivamente per Non-Football Injured e Non-Football Illness ed indicano le liste dove viene inserito un giocatore che ha un infortunio o una malattia non dipendente dal football americano. - (PUP) sta per Physically Unable to Perform ed indica la lista dove viene inserito un giocatore mentre è in attesa di recuperare la condizione fisica. Nella stagione regolare dopo la sesta partita giocata dalla propria squadra, il giocatore ha tempo tre settimane per riprendere ad allenarsi, più tre settimane aggiuntive dal suo rientro agli allenamenti per rientrare in prima squadra.                     |

## Calendario
| Stagione regolare |              |                        |           |        |                               |          |
| Turno             | Data         | Avversario             | Risultato | Record | Stadio                        | Pubblico |
| 1                 | 17 settembre | Detroit Lions          | P 17–17   | 0–0–1  | Lambeau Field                 | 50,861   |
| 2                 | 24 settembre | Chicago Bears          | V 13–10   | 1–0–1  | Lambeau Field                 | 50,861   |
| 3                 | 1 ottobre    | Atlanta Falcons        | V 23–0    | 2–0–1  | Milwaukee County Stadium      | 49,467   |
| 4                 | 8 ottobre    | at Detroit Lions       | V 27–17   | 3–0–1  | Tiger Stadium                 | 57,877   |
| 5                 | 15 ottobre   | Minnesota Vikings      | S 7–10    | 3–1–1  | Milwaukee County Stadium      | 49,601   |
| 6                 | 22 ottobre   | at New York Giants     | V 48–21   | 4–1–1  | Yankee Stadium                | 62,585   |
| 7                 | 30 ottobre   | at St. Louis Cardinals | V 31–23   | 5–1–1  | Busch Memorial Stadium        | 49,792   |
| 8                 | 5 novembre   | at Baltimore Colts     | S 10–13   | 5–2–1  | Memorial Stadium              | 60,238   |
| 9                 | 12 novembre  | Cleveland Browns       | V 55–7    | 6–2–1  | Milwaukee County Stadium      | 50,074   |
| 10                | 19 novembre  | San Francisco 49ers    | V 13–0    | 7–2–1  | Lambeau Field                 | 50,861   |
| 11                | 26 novembre  | at Chicago Bears       | V 17–13   | 8–2–1  | Wrigley Field                 | 47,513   |
| 12                | 3 dicembre   | at Minnesota Vikings   | V 30–27   | 9–2–1  | Metropolitan Stadium          | 47,693   |
| 13                | 9 dicembre   | at Los Angeles Rams    | S 24–27   | 9–3–1  | Los Angeles Memorial Coliseum | 76,637   |
| 14                | 17 dicembre  | Pittsburgh Steelers    | S 17–24   | 9–4–1  | Lambeau Field                 | 50,861   |

| Stagione regolare |              |                        |           |        |                                 |          |
| Turno             | Data         | Avversario             | Risultato | Record | Stadio                          | Pubblico |
| 1                 | 12 settembre | San Francisco 49ers    | S 14–26   | 0–1    | Lambeau Field                   | 54,628   |
| 2                 | 19 settembre | at St. Louis Cardinals | S 0–29    | 0–2    | Busch Memorial Stadium          | 48,842   |
| 3                 | 26 settembre | at Cincinnati Bengals  | S 7–28    | 0–3    | Riverfront Stadium              | 44,103   |
| 4                 | 3 ottobre    | Detroit Lions          | V 24–14   | 1–3    | Lambeau Field                   | 55,041   |
| 5                 | 10 ottobre   | Seattle Seahawks       | V 27–20   | 2–3    | Milwaukee County Stadium        | 54,983   |
| 6                 | 17 ottobre   | Philadelphia Eagles    | V 28–13   | 3–3    | Lambeau Field                   | 55,398   |
| 7                 | 24 ottobre   | at Oakland Raiders     | S 14–18   | 3–4    | Oakland–Alameda County Coliseum | 52,232   |
| 8                 | 31 ottobre   | at Detroit Lions       | S 6–27    | 3–5    | Pontiac Silverdome              | 74,992   |
| 9                 | 7 novembre   | New Orleans Saints     | V 32–27   | 4–5    | Milwaukee County Stadium        | 52,936   |
| 10                | 14 novembre  | at Chicago Bears       | S 13–24   | 4–6    | Soldier Field                   | 52,907   |
| 11                | 21 novembre  | Minnesota Vikings      | S 10–17   | 4–7    | Milwaukee County Stadium        | 53,104   |
| 12                | 28 novembre  | Chicago Bears          | S 10–16   | 4–8    | Lambeau Field                   | 56,267   |
| 13                | 5 dicembre   | at Minnesota Vikings   | S 9–20    | 4–9    | Metropolitan Stadium            | 43,700   |
| 14                | 12 dicembre  | at Atlanta Falcons     | V 24–20   | 5–9    | Atlanta–Fulton County Stadium   | 23,436   |

Note: gli avversari della propria division sono in grassetto.

## Classifiche
| NFL Central          |    |   |   |      |     |       |     |     |     |
|                      | V  | S | P | %    | DIV | CONF  | PF  | PS  | STR |
| Minnesota Vikings(1) | 11 | 2 | 1 | .821 | 5–1 | 9–2–1 | 305 | 176 | V2  |
| Chicago Bears        | 7  | 7 | 0 | .500 | 4–2 | 7–5   | 253 | 216 | S1  |
| Detroit Lions        | 6  | 8 | 0 | .429 | 2–4 | 4–8   | 262 | 220 | S2  |
| Green Bay Packers    | 5  | 9 | 0 | .357 | 1–5 | 5–8   | 218 | 299 | V1  |